# Csopak, Veszprém
Csopak  este un sat în districtul Balatonfüred, județul Veszprém, Ungaria, având o populație de 1.875 de locuitori (2011). 

## Demografie
Componența etnică a satului Csopak
     Maghiari (91,4%)
     Germani (5,33%)
     Necunoscut (2,36%)
     Alții (0,91%)
Componența confesională a satului Csopak
     Romano-catolici (39,57%)
     Reformați (13,6%)
     Fără religie (10,03%)
     Luterani (1,28%)
     Necunoscută (33,87%)
     Alte religii (3,2%)
Conform recensământului din 2011, satul Csopak avea 1.875 de locuitori. Din punct de vedere etnic, majoritatea locuitorilor (91,4%) erau maghiari, cu o minoritate de germani (5,33%). Apartenența etnică nu este cunoscută în cazul a 2,36% din locuitori. Nu există o religie majoritară, locuitorii fiind romano-catolici (39,57%), reformați (13,6%), persoane fără religie (10,03%) și luterani (1,28%). Pentru 33,87% din locuitori nu este cunoscută apartenența confesională.